# Бахтурин, Константин Александрович
Константин Александрович Бахту́рин (1807—1841) — русский поэт и драматург.

## Биография
Отец поэта — Александр Николаевич Бахтурин — был правителем канцелярии совета путей сообщения, злоупотреблявший вином и передавший эту привычку сыну.
Поэт в юности поступил на военную службу в уланы. Там он познакомился с М. Д. Бутурлиным, который упоминает о нём в своих «Записках», как о «горьком пьянице, но не бесталантливом поэте». Некоторые товарищи «обходились с ним почти как с шутом, ставили за ширмы и заставляли декламировать оттуда стихи». Дослужившись до чина поручика, Бахтурин вышел в отставку и всецело посвятил себя литературе. Об этом периоде его жизни упоминается в «Воспоминаниях о Пушкине и Нащокине» И. И. Куликова, где Бахтурин характеризуется, как отчаянный лжец, известный всему Петербургу.

## Творчество
Журналы и альманахи 1830-х годов не раз публиковали стихотворения Бахтурина. ЭСБЕ отмечает их легкость и гладкость. Бахтурину принадлежат также пародии на поэмы и баллады поэтов-современников, особенно известна пародия на балладу Жуковского «Смальгольмский барон» — «Барон Брамбеус».
В 1833 году в Москве он издает историческую повесть в стихах «Вступление на престол Александра Тверского». В 1837 году был издан томик его стихов, куда вошла в том числе сказка «Нил-Царевич». Но сборник был встречен прохладно.
В то же время Бахтурин пишет пьесы, которые ставят в том числе на сцене Александринского театра. Ему принадлежит остроумная пьеска «Санкт-Петербургская мелочная лавка», рассказывающая о лавке, где собираются для обмена сплетнями, и получившая некоторый успех драма «Кузьма Рощин» по повести Загоскина. Другие произведения включают драмы «Пятнадцать лет разлуки», «Батый в Рязани», «Красное покрывало», «Шестнадцать лет или зажигатели», «Замок Нейгаузен».
«Русский биографический словарь» отмечает, что у Бахтурина был талант и умение раскрыть персонажей в 2-3 сценах, но не хватало навыка психологического анализа, чтобы развить сложную тему и произвести глубокое впечатление.